# Hézecques
Hézecques è un comune francese di 118 abitanti situato nel dipartimento del Passo di Calais, nella regione dell'Alta Francia.

## Società

### Evoluzione demografica
Abitanti censiti